# Carrington Love
Carrington Love (Milwaukee, Wisconsin, 6 de enero de 1994) es un baloncestista estadounidense que actualmente está sin equipo. Con 1,86 metros de estatura, juega en la posición de base.

## Trayectoria deportiva

### Universidad
Jugó cuatro temporadas con los Phoenix de la Universidad de Wisconsin-Green Bay, en las que promedió 9,6 puntos, 2,5 rebotes, 2,7 asistencias y 1,5 robos de balón por partido. En su última temporada fue incluido tanto en el mejor quinteto absoluto como en el mejor quinteto defensivo de la Horizon League.

### Profesional
Tras no ser elegido en el Draft de la NBA de 2016, el 16 de agosto firmó su primero contrato profesional con los Kirchheim Knights de la ProA, la segunda división alemana. Jugó una temporada como titular indiscutible, en la que promedió 14,0 puntos y 6,9 asistencias por partido, acabando como el mejor pasador de la competición.
El 27 de julio de 2017 firmó con el ZZ Leiden de la DBL, la primera división holandesa. Jugó una temporada en la que promedió 17,1 puntos y 6,5 asistencias por partido, volviendo a liderar la lista de los mejores pasadores de la liga. fue incluido en el mejor quinteto de la DBL y en el mejor quinteto defensivo, acabando en segunda posición en la votación por el MVP, únicamente superado por Brandyn Curry.
La temporada siguiente volvió a cambiar de liga y de país. El 19 de junio de 2018 fichó por el Kangoeroes Mechelen de la Pro Basketball League, la primera división del baloncesto belga.
En la temporada 2019-20, firma por el Donar Groningen de la DBL, la primera división holandesa.
En la temporada 2020-21, regresa al ZZ Leiden de la DBL, en el que promedia 16 puntos por encuentro hasta el mes de enero de 2021 que abandona el club holandés.